# Majnai vízerőmű
A Majnai vízerőmű (oroszul: Майнская гидроэлектростанция [Majnszkaja gidroelektrosztancija]) Oroszország ázsia részén, Dél-Szibériában, a Jenyiszejen kialakított vízerőmű-rendszer egyik tagja, viszonylag kisebb erőműve.

## Ismertetése
A Nyugati-Szaján hegyei között, a Jenyiszejnek a Szajano-susenszkojei vízerőmű és a Krasznojarszki vízerőmű közötti szakaszán épült, a hakaszföldi Majna település mellett. Egyik fő feladata, hogy a folyón feljebb épült Szajano-Susenszkojei-vízerőmű (csúcserőmű) működésével járó vízszintingadozást az alsó szakaszon kiegyenlítse. A megtermelt villamosenergia jelentős részét a viszonylag fiatal város, Szajanszk nehézipari kombinátjaiban használják fel. 
A vízerőműt és a duzzasztógát mögötti víztározót 1979 és 1987 között hozták létre, a generátorokat 1984-85-ben építették be. A gát teljes hossza 750 m, ebből maga a betongát 132,5 m hosszú és 34 m magas. A gátba beépített 321 megawatt teljesítményű vízerőmű tervezett átlagos éves villamosenergia-termelése 1,72 millió kWh.
A víztározó 21,5 km hosszú, 0,5 km széles, legnagyobb mélysége 13 m. A tervezett 326 m-es vízszint (tengerszint feletti magasság) esetén a tározó területe 11,5 km², teljes befogadóképessége 116 millió m³, a hasznos része 70,9 millió m³.